# Zgazowanie
Zgazowanie – proces technologiczny polegający na przeprowadzeniu paliwa stałego lub płynnego o dużej zawartości węgla w paliwo gazowe w wyniku rozkładu termicznego wobec kontrolowanej ilości powietrza lub pary wodnej. W trakcie procesu paliwo ulega częściowemu spaleniu.
Zgazowaniu najczęściej poddaje się węgle kopalne, ropę naftową i biomasę.
Procesy:
- I generacji: Lurgi, Winkler, Koppers-Totzek
- II generacji: Texaco, Hygas
- III generacji: zgazowanie podziemne

## Zgazowanie węgla
Proces polegający na całkowitej przemianie paliwa w gaz przy użyciu tlenu (powietrza) oraz pary wodnej, następujący przy temperaturze 800–2000 °C i ciśnieniu atmosferycznym lub nadciśnieniu (ok. 2,5 MPa). Ciepło potrzebne do zgazowania węgla otrzymywane jest przez spalenie ok. 30% wsadu węglowego. Proces ten prowadzi się na terenie kopalni lub elektrowni.